# Sit Still, Look Pretty
Este artículo es sobre el sencillo de Daya. Para el álbum del cual lleva el mismo nombre de ésta canción véase Sit Still, Look Pretty (álbum)
«Sit Still, Look Pretty» es una canción de la cantante estadounidense Daya. Fue lanzada como sencillo el 29 de marzo de 2016, siendo el segundo sencillo de su extended play (EP) debut llamado Daya (2015) y de su primer álbum de estudio, del mismo nombre de la canción (2016). Es el siguiente sencillo de su primer hit, «Hide Away». La canción fue escrita por Gino Barletta, Mike Campbell y Britten Newbill. Líricamente incluye temas sobre el poder feminista.
«Sit Still, Look Pretty» debutó en el puesto número 100 de la lista Billboard Hot 100, y ha logrado llegar al puesto número 28. El sencillo también se enlistó en países como Canadá, Eslovaquia, y República Checa. Un vídeo lírico para la canción fue lanzado el 6 de marzo de 2016. Su video musical se estrenó en MTV el 9 de septiembre de 2016.

## Antecedentes
En una entrevista con Entertainment Weekly, Daya declaró: "[la canción] Se trata de ser una chica que va detrás de sus propios sueños y realmente lucha por lo que quiere, y no dejar que nadie se interponga en el camino. Es importante para las chicas jóvenes saber que no tienen que actuar de cierta manera o depender de alguien para la felicidad. se puede encontrar todo eso dentro de sí mismos". Daya también dijo en una entrevista con Idolator "Creo que se trata sólo de no ser un accesorio para otra persona. Sólo tener sus propios sueños y metas. Ir tras ellos y no tener que tratar siempre de complacer a alguien."

## Recepción crítica
Dana Getz de Entertainment Weekly dijo: "Relega a los chicos buenos hacia a los lados" y después la etiquetó como "activa". Mike Wass de Idolator llamó al coro "poderoso" y declaró "[la canción] recoge lo que «Hide Away» apagó — en aquel [Hide Away] es un poco rebelde y mucho relatable."

## Vídeo musical
Un vídeo de música para la canción fue estrenado el 9 de septiembre de 2016.

## Posicionamiento
| Listas (2016)                             | Mejor posición |
| ----------------------------------------- | -------------- |
| Canadá (Canadian Hot 100)                 | 74             |
| Canadá CHR/Top 40 (Billboard)             | 29             |
| República Checa (Singles Digitál Top 100) | 53             |
| Eslovaquia (Singles Digitál Top 100)      | 58             |
| Estados Unidos (Billboard Hot 100)        | 28             |
| Estados Unidos (Adult Top 40)             | 26             |
| Estados Unidos (Mainstream Top 40)        | 9              |

## Certificaciones
| Región | Certificación | Simbolización | Ventas     |
| --- | ------------- | ------------- | ---------- |
| Estados Unidos (RIAA]) | Platino       | ▲             | 1 000 000~ |
| ^ cifras de envíos sobre la base de la certificación por sí sola * las cifras de ventas sobre la base de la certificación por sí sola ~ cifras no especificadas sobre base de la certificación por sí sola |               |               |            |

## Historia de lanzamiento
| Región         | Fecha                   | Formato          | Sello | Ref.   |
| -------------- | ----------------------- | ---------------- | ----- | ------ |
| Estados Unidos | 4 de septiembre de 2015 | Descarga digital |       | [ 10 ] |
| Estados Unidos | 29 de marzo de 2016     | Radio            |       | [ 1 ]  |